# Petrus de Cruce
Petrus de Cruce (francès: Pierre de la Croix)  (Amiens, c. 1270 - Després de 1347) va ser actiu com a clergue, compositor i teòric de la música a finals del segle xiii. La seva principal contribució va ser al sistema notacional.

## Biografia
Petrus de Cruce, compositor, teòric i erudit del segle xiii, va néixer aparentment a Amiens o al nord de França; per dates només sabem que va estar actiu durant els anys al voltant del 1290. Va ostentar el títol de magister, indicant que probablement va estudiar a la Universitat de París. Donada la superposició de les seves vides i els suposats mandat a París, Petrus podria haver estat estudiant de Franco de Colònia. Es constata que el 1298 va compondre un ofici monofònic per a la capella del palau reial de París i que el 1301–221 va residir a la cort del bisbe d'Amiens, sens dubte com a membre del seu personal clerical, i molt probablement el seu personal de la capella també. Petrus va morir abans de 1347, ja que aquell any és la primera referència de l'inventari de la catedral d'Amiens a la possessió d'un manuscrit polifònic que aparentment els havia deixat al seu testament. Els comentaristes contemporanis i una mica posteriors parlaven bé de Petrus de Cruce; ni més ni menys que el teòric Jacobus de Liėge l'anomenà, "aquell digne músic pràctic, que va compondre tantes belles i bones peces de polifonia mensural i va seguir els preceptes de Franco".

## Aportacions teòriques
La notació mensural s'havia desenvolupat per atacs i arrencades durant el segle xiii a mesura que les antigues lligadures / modes rítmics esdevingueren, per diversos motius, menys adequats per a la indicació de les noves subtileses de la polifonia, com veurem a continuació. El mínim problema era que la notació en llibres parcials individuals era més barata que la notació en la puntuació (ja que cada peça ocupava molt menys espai global), de manera que s'havia de trobar una manera de fer-ho: això implicaria el desenvolupament d'un sistema fiable per indicar el valor mètric nota per nota. L'inici d'aquesta solució va ser la notació francònia, anomenada així pel teòric Franco de Colònia, que va esbossar el sistema al seu c. Tractat de 1260, Ars cantus mensurabilis (L'art de la música mesurable). Aquest sistema reconeixia el doble llarg, llarg, breu i semi breu com les unitats del valor de la nota, relacionades entre elles per triple agrupament; el doble sempre valia dos llargs, però un llarg podia ser perfecte (i per tant valia tres breus) o imperfecte (i només valia dos), depenent de la seqüència exacta de notes. El breu era el "tempus", equivalent a la "unitat del ritme" en la notació moderna (tres quarts d'una mesura en ¾ temps, etc.), o una mesura moderna si considerem que tota la música havia estat en 3 / 1, de manera que el tempus perfecte era triple metre i el tempus imperfecte es duplicaria una vegada introduït. Una breu teòricament podria valer tres semibreus o dos en notació francònica, però si en valgués dos, l'un o l'altre es duplicaria. En aquesta notació no hi havia cap previsió per a una divisió doble igual, que (juntament amb el tempus imperfecte, per tant) hauria d'esperar fins que de Vitry codifiqués el concepte de prolació a la seva Ars nova de 1322.
Cap a la dècada de 1280, la tripla (les parts superiors dels motets i altres peces polifòniques) es movia amb més rapidesa i independència que abans, amb els tenors basats en el cant que es tornaven més lents i que recolzaven les parts de suport. Atès que els compositors volien mantenir els ritmes de parla a la seva tripla, van buscar una manera de dividir el tempus en més de tres semibreus, que en la notació moderna seria l'equivalent a un tuplet (triplet, quartolet, quintuplet, etc.); els motets que fan això porten el nom de "Petronian", en honor de l'usuari més destacat de l'estil. Una manera d'indicar aquesta divisió era alinear les veus les unes sobre les altres en notació de partitura, de manera que es podia veure el tempus examinant les parts inferiors, encara lligades al mode rítmic. Tanmateix, això hauria estat un malbaratament de recursos preciosos i no era més una opció que abans. Petrus, que sovint dividia els seus braves en fins a set semibreus, va desenvolupar el punt de divisió (punctum divisionis), que són punts col·locats entre semibreus per agrupar-los; per tant, una sèrie de cinc semibretes separades per punts dels que les envolten serien enteses pel lector com si es produeixin en l'espai d'una breu. A la notació posterior dels segles XV i XVI, la confusió entre punts de divisió i la innovació posterior de punts que indiquen valors de notes ampliades crea problemes de transcripció per als editors, però normalment es pot saber des del context, així com el tempus i la prolatació imperants, que és significava; de fet, el punt de divisió poques vegades cal, ja que una sèrie de semibreus que es troben entre dues lligadures és clarament una agrupació.
L'ús gratuït de la breu dividida per Petrus tenia implicacions de gran abast per a l'estil musical. Amb més notes, el triplum es va convertir en la més destacada de les tres veus de textura contemporània i les altres dues van quedar relegades a un paper secundari. A més, més notes i una subdivisió més intricada van conduir a una desacceleració del tempo general; la semibreu es va realitzar més lentament del que havia estat en la pràctica anterior, convertint-se en la veritable unitat del ritme, i les veus més baixes van perdre la seva vitalitat rítmica, convertint-se en meres successions estructurals de breves i longs.

## Motet petronià
Composts cap al 1300, aquests motets encara es consideren part de lArs Antiqua. Les característiques inclouen una divisió addicional del triplum, el motet i el triplum es mouen cap a una expressió lleugera i elegant i la manca de preocupació pels principis d'accentuació textual adequada.